# Феодосий (наречённый архиепископ Новгородский)
Игумен Феодосий (ум. 29 сентября 1425) — священнослужитель Русской православной церкви, наречённый архиепископ Новгородский.

## Биография

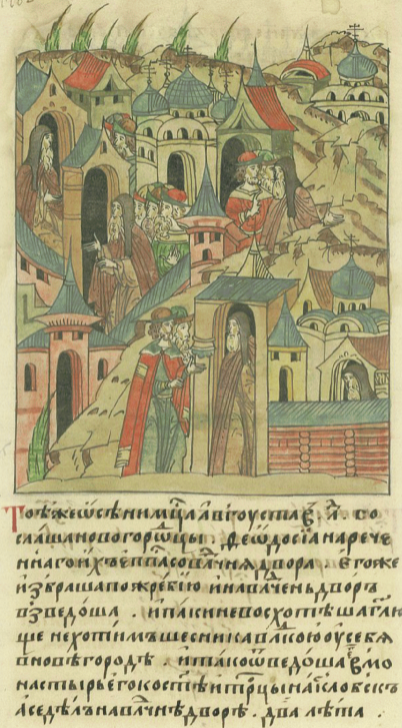
Низложение Феодосия и изгнание его из Новгорода

До выбора в архиепископы был (неизвестно как долго) игуменом Клопского монастыря под Новгородом. Из древнего (в основной части почти современного рассказываемым событиям происхождения) жития преподобного Михаила Клопского видно, что преподобный Михаил, прибыв в Клопско при митрополите Фотии и новгородском архиепископе Иоанне II, то есть между сентябрём 1408 года и январём 1414 года, застал уже там игуменом Феодосия. Летопись под 1419 годом поминает о Феодосии как клопском игумене и строителе каменной церкви Святой Троицы, поставленной «в 60 дней». По словам составителя жития преподобного Михаила, Феодосий был «муж добродетелен» и «его… паствою (управлением) во обители вся добре строяхуся». По-видимому, именно добрая слава настоятеля и монастыря привлекли туда и преподобного Михаила, который представляется в житии всё время находящимся в самых добрых отношениях с игуменом. В том же житии находятся сведения о помощи Феодосия народу во время одного голодного года и о связях его с прибывшим в 1419 году в Новгород князем Константином Дмитриевичем (сыном Дмитрия Донского), который выбрал его своим духовником, нередко посещал обитель и дал средства на постройку в 1419 году упомянутой каменной Троицкой церкви.
Избрание в архиепископы произошло в 1421 году, после 15 июня, путём жребия из числа трёх кандидатов; водворение на сенях архиерейских палат — 1 сентября.
Феодосий два года управлял епархией, не будучи хиротонисан, и 30 августа 1423 года был насильно отстранён новгородцами от кафедры. В объяснение этого отстранения летопись говорит только, что «сослаша новгородци Ф—сия… со владычня двора в его монастырь, глаголюще: не хотим шестника». Употребление в применении к Феодосию в тогдашнем его положении названия «шестник», означавшего вообще правительственного агента исполнительного назначения, и в частности рассыльного (= недельщик) при судебных местах, как бы имеет в виду указать на какую-то его политику по отношению к московскому правительству, которая имела, по мнению новгородцев, вид слишком предупредительного исполнения желаний этого правительства. Возможно, что здесь дело шло о праве митрополитов Московских на месячный суд в Новгороде и связанные с ним судебные пошлины, в котором новгородцы давно и резко отказывали митрополитам, несмотря на все их старания и поддержку великого князя. Феодосий, нуждаясь в хиротонии и зная, что условием её в Москве ставили возвращение митрополиту Московскому помянутого права, мог попытаться сделать что-нибудь для удовлетворения московского домогательства. Возвращённый в Клопский монастырь, Феодосий прожил всего два года.